# Neosatyrus ambiorix
Neosatyrus ambiorix är en fjärilsart som beskrevs av Hans Daniel Johan Wallengren 1860. Neosatyrus ambiorix ingår i släktet Neosatyrus och familjen praktfjärilar. Inga underarter finns listade i Catalogue of Life.